# Cikadu (Cibatu)
Cikadu is een bestuurslaag in het regentschap Purwakarta van de provincie West-Java, Indonesië. Cikadu telt 1960 inwoners (volkstelling 2010).